# Delias ganymedes
Delias ganymedes is een vlindersoort uit de familie van de Pieridae (witjes), onderfamilie Pierinae.
Delias ganymedes werd in 1981 beschreven door Okumoto.